# Établissement thermal
Pour un article plus général, voir Cure thermale.
Un établissement thermal désigne une structure physique et juridique où sont dispensés des eaux minérales naturelles à des fins thérapeutiques (physiques et/ou mentales).

## Définition

### Étymologie et termes connexes
Le mot thermal vient du latin thermale (bains publics chauds), emprunté au grec thermos (chaud).
Un établissement thermal désigne une structure physique et juridique où sont dispensées des eaux minérales naturelles à des fins thérapeutiques (physiques et/ou mentales). Les thermes proposent généralement une variété de soins en plus des bains d’eau minérale, tels que des massages, de l’hydrothérapie et de la kinésithérapie.
En France, un établissement thermal doit recevoir l'autorisation du préfet, après avis de l'Académie de médecine, pour dispenser des soins aux assurés sociaux, conformément au décret du 9 mars 1956. De plus, il doit adhérer à la Convention nationale thermale, qui régit les rapports entre la caisse d'assurance maladie et les établissements thermaux, conformément à l'article L.162-39 du 22 décembre 2006 du code de la Sécurité sociale.
La station thermale est la ville dans laquelle se trouve l'établissement thermal, où se déroulent les soins de la cure (et d'autres structures comme des hôtels ou des restaurants).

### Contexte historique

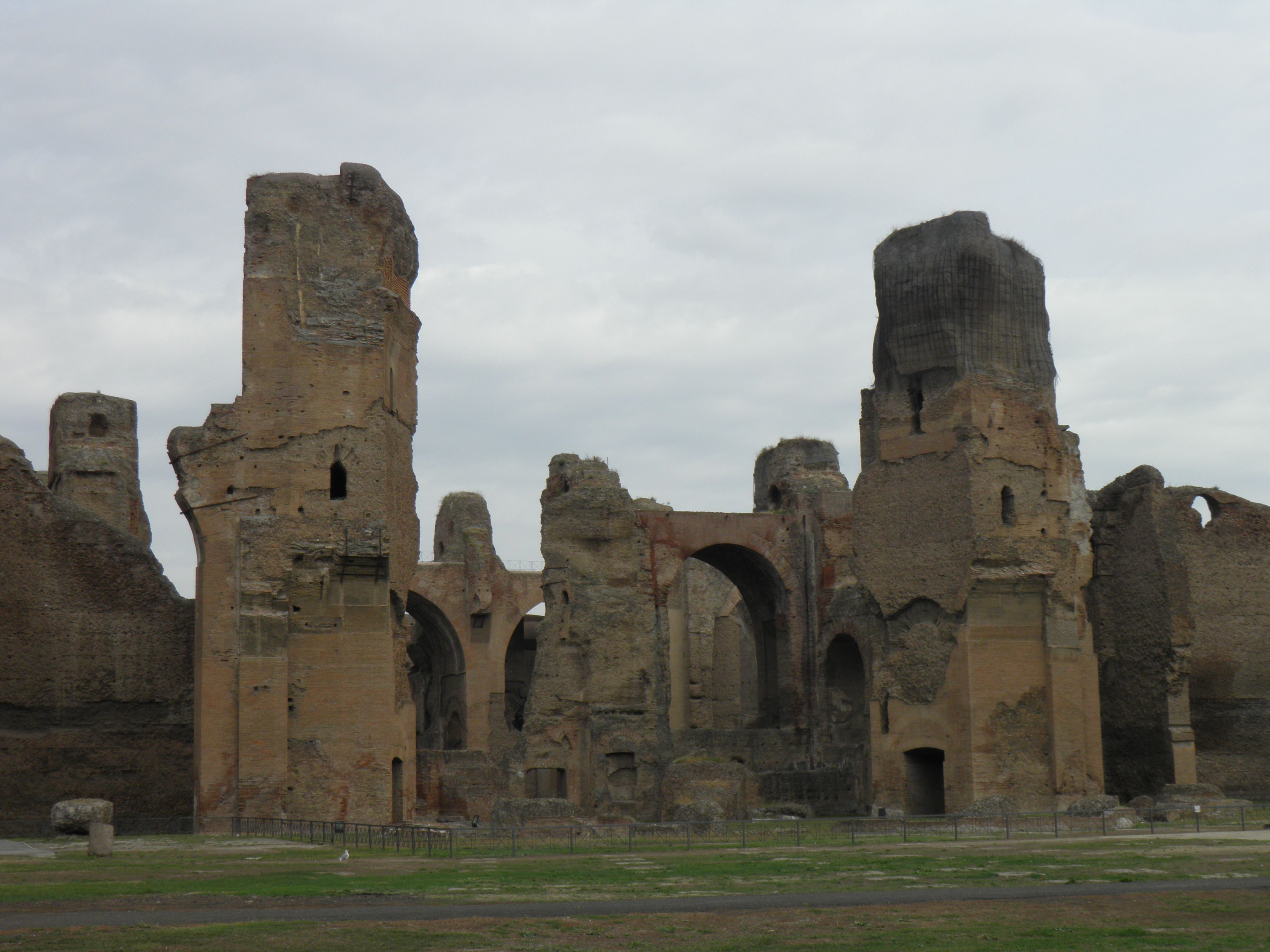
Photos des vestiges des thermes de Caracalla à Rome.

Les établissements thermaux ont une histoire riche et ancienne, remontant à l'Antiquité. En Grèce antique, les balaneia étaient des bains publics utilisés pour l'hygiène et la socialisation. Les Romains ont ensuite perfectionné ces pratiques avec les thermes romains, des complexes sophistiqués incluant diverses installations de bain, de sport et de détente. Après un déclin au Moyen Âge en Europe, les établissements thermaux ont connu un âge d'or à la Renaissance et sont devenus populaires aux XVIIIe et XIXe siècles. Des villes comme Bath, Baden-Baden et Vichy sont devenues des destinations prisées pour leurs sources thermales. En 2024, les établissements thermaux continuent d'évoluer, intégrant des pratiques modernes et écoresponsables pour le bien-être et la santé.

### Nuance entre les appellationsthermesetétablissement thermal
Il n'existe pas de différence fondamentale entre les notions « thermes » (plus communément utilisées dans le langage courant) et « établissement thermal » (plutôt utilisées dans un cadre technique ou réglementaire). Les « thermes » évoquent davantage un aspect historique, sans norme spécifique, contrairement aux « établissements thermaux » qui doivent respecter des normes actuelles. Techniquement, les établissements thermaux sont associés à des soins, des architectures et des technologies modernes de captation, de gestion et d'utilisation de l'eau. En revanche, les thermes suggèrent des pratiques moins modernes, plus traditionnelles et parfois obsolètes. Par conséquent, il est plus approprié de qualifier « d'établissement thermal » une structure qui utilise des médecines, des équipements ou une architecture moderne.
La notion de thermalisme varie d'un pays à l'autre. Notamment, en anglais, le terme possède plusieurs définitions différentes qui ne se recoupent pas toutes : hydrotherapy, crenotherapy, spa therapy, balneotherapy... Les deux premiers termes sont limitatifs quant aux ressources utilisées dans le traitement thermal. Le troisième semble plus acceptable, bien qu'il renvoie davantage à un lieu récréatif qu'à une source médicinale. Quant à l'adoption du terme thermalism, elle n'a pas pris dans de nombreux pays d'Europe centrale et de l'Est. Dans ces régions, l'adjectif « thermal » est entièrement défini par son étymologie et caractérise l'utilisation d'une eau chaude, sans nécessairement inclure une connotation médicinale. Par conséquent, les infrastructures, la composition et les objectifs des établissements thermaux varient également selon les pays.

## Les établissements thermaux dans le monde
Il y a des établissements thermaux dans de nombreux pays, parmi lesquels figurent les 42 pays membres de la World Federation of Hydrotherapy and Climatotherapy (FEMTEC) à savoir : Algérie, Allemagne, Andorre, Arménie, Australie, Azerbaïdjan, Biélorussie, Belgique, Brésil, Chine, Cuba, Tchéquie, Estonie, France, Géorgie, Jordanie, Grèce, Hongrie, Italie, Japon, Kazakhstan, Corée, Lettonie, Lituanie, Maroc, Nigeria, Pologne, Portugal, Roumanie, Russie, Saint-Marin, Serbie, Slovénie, Espagne, Suisse, Tunisie, Turquie, Royaume-Uni, États-Unis, Ukraine, Ouzbékistan et  Viêt Nam.
| Pays      | Nombre d'établissements | 3 établissements les plus populaires et fréquentés ou la ville où ils sont situés | 3 établissements les plus populaires et fréquentés ou la ville où ils sont situés | 3 établissements les plus populaires et fréquentés ou la ville où ils sont situés | Types de traitements proposés                               |
| --------- | ----------------------- | --------------------------------------------------------------------------------- | --------------------------------------------------------------------------------- | --------------------------------------------------------------------------------- | ----------------------------------------------------------- |
| Allemagne | 350                     | Bad Füssing                                                                       | Baden-Baden                                                                       | Bad Kissingen                                                                     | Bains thermaux, saunas, massages                            |
| Brésil    | 198                     | Caldas Novas                                                                      | Grande Hotel Termas de Araxá                                                      | Termas de São Lourenço                                                            | Bains thermaux, bains de boue, soins de relaxation et santé |
| Espagne   | 60                      | Archena                                                                           | La Toja                                                                           | Caldes de Montbui                                                                 | Bains thermaux, thérapies de boue, soins de peau            |
| France    | 110                     | Vichy                                                                             | Evian-les-bains                                                                   | Aix-les-Bains                                                                     | Bains thermaux, soins de beauté, thérapies médicales        |
| Hongrie   | 98                      | Thermes Széchenyi                                                                 | Thermes Gellért                                                                   | Thermes Szent Lukács                                                              | Bains thermaux, massages, soins médicaux                    |
| Italie    | 380                     | Montecatini                                                                       | Saturnia                                                                          | Sirmione                                                                          | Bains thermaux, thérapies de boue, soins de beauté          |
| Japon     | 3088                    | Beppu                                                                             | Kusatsu                                                                           | Hakone                                                                            | Onsen (sources chaudes), bains de vapeur, thérapies         |
| Roumanie  | 130                     | Băile Herculane                                                                   | Băile Felix                                                                       | Sovata                                                                            | Bains thermaux, traitements de boue, soins respiratoires    |
| Serbie    | 37                      | Vrnjačka Banja                                                                    | Sokobanja                                                                         | Banja Koviljača                                                                   | Bains thermaux, thérapies respiratoires, massages           |
| Slovenie  | 15                      | Portorož                                                                          | Rogaška Slatina                                                                   | Terme Čatež                                                                       | Bains thermaux, traitements de boue, soins de relaxation    |

Sources : European Spas Association (ESPA), Global Wellness Institute (GWI), World Federation of Hydrotherapy and Climatotherapy (FEMTEC).

## Leur fonctionnement en France

### Public cible
La fréquentation des établissements thermaux français est majoritairement âgée.
L’âge moyen des curistes est en effet de 63 ans (CNETh). Cela est une constante dans l’histoire récente du thermalisme français. Le senior à plus de temps à consacrer à sa santé, souvent plus libre, il s’implique d’autant mieux pour changer son mode de vie, pour appliquer de nouvelles règles hygiéno-diététiques afin d’essayer de garder la forme le plus longtemps possible.
En 1983, très peu de curistes avaient moins de 40 ans, ceux entre 40 et 60 ans constituaient entre le tiers et la moitié de la clientèle et les seniors entre un quart et trois-quarts selon les stations.

### Métier
Un établissement thermal regroupe un certain nombre de métiers nécessaires au bon fonctionnement de la structure.
Métiers dans le domaine des soins
Agent thermal : L'agent thermal, également appelé hydrothérapeute, agent hydrothermal, auxiliaire de soins, de doucheur ou de baigneur, a connu certaines évolutions. Plus précisément, lors de la signature en septembre 1999 de la convention collective du thermalisme, l'amendement no 15 précisé à l'article 1, définit l'agent comme un salarié(e) qui prend en charge les curistes dans les unités de soins. Il est important de noter qu'il existe certaines exceptions à cette règle, puisque certaines pratiques doivent être administrées par des médecins ou des kinésithérapeutes conformément aux directives de l'établissement, notamment en matière d'accueil, d'hygiène et d'organisation globale des soins.
Les responsabilités de l'agent comprennent la préparation des équipements, la réalisation des soins thermaux dans le respect des protocoles (cure de boisson, bains, douches, applications de boue, étuves, etc.), le respect des bonnes conditions d’hygiène et l’échange avec les curistes.
Autres métiers dans le domaine des soins
Dans un établissement thermal, le personnel le plus nombreux est constitué par les agents thermaux, chargés de prodiguer les soins. Ils sont appuyés par du personnel paramédical, principalement des infirmiers et des kinésithérapeutes.
En France, la présence d'une infirmière thermale pendant les soins de cure est obligatoire dans tout établissement thermal, conformément au décret n°56-284 du 9 mars 1956. Celle-ci doit être titulaire d'un diplôme d'État. Leurs responsabilités englobent un large éventail de tâches, notamment la réalisation de soins, l’administration, la formation, la prévention, l'hygiène et la qualité.
En plus des infirmières, le personnel compte également un masseur-kinésithérapeute. Pour exercer dans un milieu thermal, il faut être titulaire d’un diplôme d'État. Leur rôle principal est de délivrer des soins de massage.
Métiers dans les domaines entretien et technique
Toujours, selon l'avenant 15 de la convention collective du thermalisme, les métiers de la filière entretien et technique regroupent des métiers très diversifiés, allant de l'agent de nettoyage, au chauffeur de la navette en passant par les directeurs techniques. Certains de ces métiers ne nécessitent pas de compétences et de formations spécifiques au secteur thermal tandis que d'autres en imposent. En effet, le métier de technicien thermal ou responsable technique (connu sous l'appellation « ouvrier d'entretien et de maintenance ») occupe une place très importante dans l'établissement thermal puisqu'il s'agit de la personne responsable et chargée de la maîtrise du risque sanitaire.
Il devra notamment veiller au respect des nouvelles réglementations sanitaires, gérer le fonctionnement et assurer la maintenance des installations techniques (réseaux d'eaux thermales et piscines thermales), le cas échéant participer ou mener la démarche qualité en vue d'obtenir la certification Aquacert HACCP Thermalisme.
Métiers de la gestion administrative
Les métiers de la gestion administrative en établissement thermal sont des métiers non spécifiques au secteur d'activité puisqu'ils sont représentés par les métiers de secrétariat, de comptabilité, d'informatique, regroupant des niveaux de responsabilités différents. Cependant, le métier de Spa manager ou assistant Spa manager a tendance à se développer et correspond à des formations de licence 3, où les diplômés occupent des fonctions très différentes à la fois dans le secteur thermal et le milieu de la remise en forme et du bien-être par l'eau.

### L’espace thermal
Cet espace comprend toute la partie thermale dans laquelle les soins thermaux sont prodigués. Cela diffère en fonction des établissements et des orientations.
On y retrouve deux catégories de traitements par les eaux
- L’hydrothérapie externe ;
- L’hydrothérapie interne.

Selon le code de la santé publique, un établissement thermal doit posséder un minimum d'équipements et d'installations de santé.
Il inclut entre autres
- Un espace comprenant des salles pour la pratique des soins de kinésithérapie ;
- Des salles avec une capacité adéquate pour garantir un repos de durée adéquate à chaque patient traité sur place ;
- Une salle d'examen qui peut être utilisée comme salle de soins d'urgence et qui comprend au moins une table d'examen intégrant un espace de remise pour stocker les fauteuils roulants et les brancards utilisés pour le transport des patients[11].

En France, les soins thermaux sont conventionnés, c'est-à-dire pris en charge à hauteur de 65 % par la Sécurité sociale.

### Les espaces bien-être
Dans les établissements thermaux, il y a non seulement des thermes, mais aussi des espaces de bien-être tels que des spas, des espaces aqualudiques et des salles de fitness. Ces soins complémentaires offrent aux curistes la possibilité de prolonger les effets positifs de la cure thermale pendant leur temps libre. Les espaces de détente sont également ouverts à toute personne extérieure désireuse de profiter d'un moment de relaxation et de découvrir les avantages de l'eau thermale. Néanmoins, certaines sources d'eau de ville sont utilisées dans leurs espaces aqualudiques.
Dans ces espaces, on retrouve souvent une ou plusieurs piscines, des bains à remous, un hammam, un sauna, des bains. Dans les espaces spas, tous types de soins pour le corps et le visage y sont réalisés, mais également diverses prestations esthétiques. Chaque établissement est différent selon les cartes de prestations.
Il est important de notifier qu'en France, tous les soins compris dans l’espace bien-être sont des soins non conventionnés, c'est-à-dire non pris en charge par la Sécurité sociale.

## Les différentes orientations
La Sécurité sociale rembourse les 12 orientations des établissements thermaux français, qui sont les suivantes, :

### Phlébologie
La phlébologie étudie l’ensemble du système veineux et ses maladies. Les pathologies concernant la phlébologie sont douloureuses et particulièrement gênantes. La cure à orientation phlébologie a pour objectif de proposer un traitement préventif et curatif qui permet d’éviter que la pathologie évolue et ne devienne potentiellement plus grave et plus difficile à soigner.

### Rhumatologie
La Rhumatologie est une spécialité médicale qui traite des affections des muscles, os, tendons, ligaments et articulations. Cette pratique utilise les vertus naturelles des eaux de source, des boues ainsi que des gaz thermaux au travers de différents soins.

### Maladies cardio-artérielles
Une maladie cardio-artérielle est une condition médicale qui affecte à la fois le cœur et les artères. La cure pour les maladies cardio-artérielles est un traitement complémentaire visant à améliorer la circulation sanguine et la vasodilatation. Cela permettra de soulager le patient dans sa vie quotidienne en réduisant les douleurs.

### Voies respiratoires
Les voies respiratoires, y compris le nez, la gorge, la trachée, les bronches et les poumons, constituent un système complexe qui permet la respiration et l’oxygénation de l’organisme. L’objectif de cette orientation est de soulager les douleurs liées à la respiration et de régénérer et cicatriser les muqueuses respiratoires afin d’apaiser les inflammations.

### Gynécologie
La gynécologie est la branche de la médecine consacrée à la prise en charge des affections de l’appareil génital féminin et des troubles hormonaux associés. La cure thermale gynécologique vient en aide aux femmes souffrant de douleurs chroniques pelviennes, pour lesquelles la médecine traditionnelle n’apporte aucune solution durable. Les vertus des eaux thermales atténuent les douleurs et réduisent les symptômes des répercussions hormonales de la curiste.

### Neurologie
Les cures thermales en neurologie peuvent être proposées à tout patient souffrant de pathologies touchant le système nerveux. Une cure thermale n’a pas pour objectif de soigner ou de guérir une pathologie mais de soulager les symptômes induits. Le cadre reposant de ce séjour, en complément des soins, aide le patient dans sa convalescence.

### Affections psychosomatiques
Les affections psychosomatiques se manifestent par des symptômes physiques affectant divers organes ou systèmes physiologiques, dont les causes sont principalement d’ordre émotionnel ou psychique. Ces troubles révèlent les interactions complexes entre le système nerveux et le système immunitaire ; par exemple, le stress provoque la sécrétion d’hormones corticoïdes, qui affaiblissent le système immunitaire et augmentent la vulnérabilité aux maladies. La cure thermale, au travers des soins proposés, aura pour objectif d’atténuer les troubles psychosomatiques grâce aux vertus relaxantes, apaisantes et antalgiques des eaux. 

### Affections de l’appareil digestif et maladies métaboliques
Une cure thermale pour les affections digestives permet de réguler naturellement le transit, d’équilibrer la flore intestinale et de réduire les douleurs au niveau du ventre. Les troubles digestifs, tels que les colites et leurs symptômes, comme les reflux gastriques et les brûlures, bénéficient des vertus apaisantes et cicatrisantes de l’eau thermale. Sur le plan métabolique, ces cures, associées à de l’exercice et à l’éducation du patient apporte des améliorations substantielles sans effets secondaires.

### Troubles du développement chez l’enfant
Lorsque des troubles psychologiques ou physiques sont constatés à la suite d’un retard de développement chez l’enfant, La médecine thermale est une option possible qui pourrait être une solution. Les soins quotidiens procureront un soulagement global pour un mieux-être de l’enfant.

### Maladies de l’appareil urinaire et maladies métaboliques
Choisir une cure thermale pour les affections urinaires et les maladies métaboliques peut offrir des solutions thérapeutiques spécifiques et adaptées. Pour les problèmes urinaires chroniques, tels que les infections du tractus urinaire et les lithiases, la cure utilise des eaux sulfatées et bicarbonatées qui permettent de laver l’appareil urinaire afin de diminuer les maux de ventre et de réduire les cycles infectieux sur le long terme.

### Affections des muqueuses de la bouche et de la langue
Les cures visant les affections des muqueuses bucco-linguales ont pour but de rétablir l’équilibre bucco-dentaire et de renforcer la muqueuse et les tissus soutenant les dents. La cure thermale, par ses vertus, nettoie en profondeur les tissus, ce qui a des effets décongestionnants et anti-inflammatoires.  

### Dermatologie
Une cure thermale pour la dermatologie offre une prise en charge globale, alliant traitement préventif, éducatif et curatif. L’eau thermale, aux vertus apaisantes, cicatrisantes, anti-inflammatoires et antalgiques est un traitement complémentaire efficace. A la fin du traitement, la peau est nettoyée en profondeur, permettant une régénération rapide et une diminution des douleurs. 
| Orientation thérapeutique                                  | prévalence des orientations | Exemples des pathologies prises en charge                                                                | Exemples des soins |
| ---------------------------------------------------------- | --------------------------- | --- | --- |
| Phlébologie                                                | 13%                         | Hémorroïdes, Maladie ou syndrome de Raynaud invalidant, ulcères liés à l’insuffisance veineuse,...       | bains thermaux, des douches au jet, des massages sous l’eau et des enveloppements de boue |
| Rhumatologie                                               | 83%                         | Arthrose, Troubles musculosquelettiques, Rhumatisme psoriasique,...                                      | bains individuels en eau thermale, douche au jet, étuve de gaz thermaux, massage sous affusion d’eaux thermales, mobilisation en piscine collective, séance de kinésithérapie, marche en piscine thermale                      |
| Maladies cardio-artérielles                                | 4%                          | Hypertension artérielle stabilisée, Suite de traitements chirurgicaux,...                                | bain général (d’eau thermale ou de gaz), bain local ou la douche, traitement dynamique tel que le couloir de marche ou la piscine de mobilisation, injections sous-cutanées de gaz thermal                                     |
| Voies respiratoires                                        | 17%                         | Otites aiguës récidivantes, Asthme, Rhinopharyngites et rhinosinusites,...                               | bain nasal, irrigation, humage, pulvérisation |
| Gynécologie                                                | 0.4%                        | Règles irrégulières, Règles douloureuses,...                                                             | bains thermaux, hydromassages, aérobains, douches au jet, cataplasmes de boue, irrigations vaginales |
| Neurologie                                                 | 3%                          | Maladie de Parkinson, Fibromyalgie, Séquelles de poliomyélite,...                                        | bains individuels, douches, applications de boues, massages et rééducation en piscine |
| Affections psychosomatiques                                | 2%                          | Troubles du sommeil, Stress, état dépressif, troubles anxieux généralisés,...                            | soins de balnéothérapie, kinésithérapie, des massages sous eau thermale, ainsi que des exercices de mobilisation en piscine |
| Affections de l’appareil digestif et maladies métaboliques | 6%                          | Diabète de type 2, obésité, Allergies alimentaires, intolérances alimentaires, Séquelles d’hépatites,... | ingestion d’eau thermale, entéroclyse, les douches thermales générales et abdominales, aérobains, bains de vapeur, pulvérisations anales et périnéales, massages sous l’eau, compresses d’eau thermale et cataplasmes d’argile |
| Troubles du développement chez l’enfant                    | 0.1%                        | Handicap physique, Maladies osseuses de croissance, Énurésie,...                                         | bains, des douches au jet, des aérosols individuels, et des inhalations en salle de brumisation |
| Maladies de l’appareil urinaire et maladies métaboliques   | 2%                          | Cystites récidivantes ou chroniques, Calculs urinaires,...                                               | cataplasmes d’argile et douches sous immersion, bains avec irrigation vaginale, aérobains, bains hydromassants, piscine thermale, thermabike                                                                                   |
| Affections des muqueuses de la bouche et de la langue      | 1%                          | Inflammation de la bouche, Inflammation de la langue, Bouche sèche,...                                   | bains de bouche (avec des eaux thermales spécifiques), irrigations buccales |
| dermatologie                                               | 4%                          | Cicatrices de brûlures, Rougeurs du visage, Suites de traitements du cancer,...                          | bains individuels en eau thermale, douches au jet, étuves de gaz thermaux, vaporariums, massages sous affusion d’eaux thermales, séances de mobilisation en piscine collective, kinésithérapie                                 |

Source : Les Curistes, Officielle Thermalisme , Académie nationale de médecine

## Classification des eaux thermales

### Classification des eaux minérales par température
Il existe une classification par température regroupant quatre catégories d’eaux minérales :
- Hyperthermales à partir de 50°C
- Mésothermales de 49 à 35°C
- Hypothermales de 34 à 15°C
- Froides en dessous de 15°C

### Classification des eaux thermales selon leur composition
Les eaux thermales sont également classées en fonction de leur taux de minéralisation, c’est-à-dire leur teneur en anions et cations. On distingue ainsi cinq familles d’eaux thermales, chacune d’elles étant recommandée pour des orientations thérapeutiques spécifiques.

#### Eaux thermales bicarbonatées
Les eaux bicarbonatées présentent une forte concentration en bicarbonate. Les eaux bicarbonatées sodiques (contenant du sodium) sont indiquées dans le traitement des affections digestives (gastro-intestinales et hépato-biliaires). Elles facilitent la digestion, calment les spasmes digestifs et accélèrent la cicatrisation de la muqueuse intestinale. Les eaux bicarbonatées calciques (contenant du calcium) possèdent des propriétés anti-inflammatoires, apaisantes et cicatrisantes pour la peau. Elles sont utilisées dans les cures en dermatologie, notamment pour soigner l’acné ou les séquelles de brûlures. Les eaux bicarbonatées mixtes contiennent à la fois du sodium et du calcium. Les établissements thermaux qui proposent des eaux bicarbonatées se situent principalement dans le Massif central. C’est le cas par exemple des thermes de Vichy, en Auvergne.

#### Eaux thermales chlorurées
Les eaux chlorurées ou eaux salines possèdent des propriétés proches de celles de l’eau de mer. Chargées en chlorure de calcium, elles stimulent la croissance et sont indiquées dans le traitement des troubles du développement chez l’enfant, notamment l’énurésie. Elles sont également utilisées en rhumatologie et en neurologie. Les stations thermales aux eaux chlorurées se situent principalement dans les Pyrénées et le Jura.

#### Eaux thermales sulfatées
Les eaux sulfatées contiennent du soufre sous forme de sulfates. Elles sont réputées pour leur action diurétique, détoxifiante et laxative. On distingue : Les eaux sulfatées calciques (contenant du calcium), recommandées pour soigner les affections urinaires et maladies métaboliques, en particulier les problèmes rénaux et digestifs ; Les eaux sulfatées mixtes (contenant du calcium et du magnésium), efficaces pour certains traitements dermatologiques comme la cure thermale pour l’eczéma. Les eaux thermales sulfatées peuvent également être utilisées en orientation neurologie ou phlébologie. On les trouve dans le nord des Pyrénées, les Alpes et les Vosges, dans des stations thermales comme Contrexéville.

#### Eaux thermales sulfurées
Les eaux sulfurées ou sulfureuses se caractérisent par une forte concentration en acide sulfhydrique et en soufre aux propriétés antibactériennes. Elles sont particulièrement indiquées pour soigner les affections des voies respiratoires: asthme, rhinites, bronchites, otites, etc. Le soufre possède également une action sur la peau et sur les cartilages lésés par les rhumatismes. Les eaux thermales sulfurées proviennent généralement de sources sulfureuses chaudes situées dans les Pyrénées, comme celles de Bagnères-de-Luchon ou de Cauterets.

#### Eaux thermales oligo-métalliques
Les eaux oligo-métalliques sont des eaux faiblement minéralisées, mais riches en oligo-éléments, connus pour renforcer le système immunitaire. Certaines eaux thermales oligo-métalliques présentent une forte teneur en un élément particulier qui leur confère des bienfaits supplémentaires : Le cuivre est indiqué pour les problèmes cutanés dans l’orientation dermatologie ; Le fer permet de soigner l’anémie ; L’arsenic est utilisé pour lutter contre les allergies ; Le zinc intervient dans le traitement de l’eczéma, notamment aux thermes de La Roche-Posay.

### Classement des eaux thermales en fonction de leur origine
L’origine géologique d’une eau thermale détermine certaines de ses propriétés physiques, notamment sa température d’émergence, et par conséquent le type de soins thermaux pour lesquels elle peut être utilisée. On distingue ainsi trois grands types d’eaux thermales :

#### Eaux thermales superficielles, dites «neptuniennes»
Les eaux neptuniennes sont des eaux de surface issues des précipitations. En s’infiltrant dans la roche ou les sédiments, l’eau de pluie se charge en minéraux. Ces eaux thermales froides affichent une température comprise entre 7 et 15 °C. Elles sont donc majoritairement utilisées en usage interne pour des cures de boisson.

#### Eaux thermales profondes, dites «plutoniennes»
Les eaux plutoniennes proviennent de la condensation des gaz magmatiques lors de leur remontée vers la surface de la Terre. La température d’émergence des eaux profondes est généralement comprise entre 30 et 50 °C, et peut même atteindre 80 °C ! Ces sources d’eau chaude, dites « hyperthermales », sont plutôt indiquées pour les inhalations, les douches et les bains de courte durée.

#### Eaux thermales mixtes
Ces eaux thermales résultent de la rencontre entre les eaux superficielles et les eaux profondes. Leur température modérée, comprise entre 25 et 34 °C, est adaptée aux bains thermaux prolongés.

## Propriétés réglementaire et technique liés à l'exploitation

### Propriétés médicales des eaux thermales: reconnues et prise en charge
En France, les eaux thermales utilisées dans les établissements thermaux sont des eaux minérales naturelles reconnues par la santé publique pour leurs propriétés thérapeutiques. Les eaux utilisées en thermalisme sont riches en minéraux et en oligo-éléments, contrairement aux eaux utilisées en thalassothérapie, qui proviennent de l'environnement marin, les eaux thermales sont puisées dans des sources souterraines.
Selon l'Académie nationale de médecine, la cure thermale est « une méthode thérapeutique qui consiste à utiliser les propriétés physiques et chimiques des eaux minérales naturelles, ainsi que les autres agents naturels présents dans l'environnement thermal, à des fins préventives ou curatives ». Par conséquent, les établissements doivent préserver un certain état de l’eau.

### Réglementation
Les établissements thermaux sont soumis à une réglementation stricte visant à garantir la sécurité et la santé des curistes. Cette réglementation couvre plusieurs aspects, notamment le génie civil, les soins et la qualité des eaux utilisées.

#### Génie civil
Les établissements thermaux doivent respecter les normes de construction et d'aménagement en vigueur. Les bâtiments doivent être conçus de manière à garantir la sécurité et la santé des usagers, en particulier en ce qui concerne les installations sanitaires, les systèmes de ventilation et de chauffage, les équipements électriques et les dispositifs de lutte contre l'incendie. Les établissements thermaux doivent également être accessibles aux personnes à mobilité réduite, conformément à la réglementation en vigueur.
De ce fait, un respect des normes ERP (établissement recevant du public) est exigé.

#### Soins
Les soins dispensés dans les établissements thermaux doivent être conformes aux bonnes pratiques médicales et paramédicales. Les professionnels de santé doivent être qualifiés et formés aux techniques spécifiques du thermalisme. Les protocoles de soins doivent être établis en fonction des pathologies des curistes et être adaptés à leur état de santé. Les établissements thermaux doivent également disposer d'un équipement médical adapté et d'un système de surveillance médicale.

#### Qualité des eaux
Les eaux utilisées dans les établissements thermaux doivent être de qualité irréprochable. Elles doivent répondre aux normes sanitaires en vigueur et être régulièrement contrôlées. Les établissements thermaux doivent disposer d'un système de traitement et de distribution de l'eau conforme aux normes en vigueur. Les eaux thermales doivent être analysées régulièrement pour vérifier leur composition chimique et leur pureté bactériologique.

#### Qualité des eaux (spécificité liée aux établissements thermaux)
Les établissements thermaux sont soumis à des exigences réglementaires spécifiques concernant la qualité de l'eau. Les arrêtés du 27 février 2007 et du 22 octobre 2013 établissent les limites de traitement qui peuvent être apportées à l'eau thermale, ainsi que la fréquence à laquelle les prélèvements doivent être effectués et comment ils sont effectués.. Les établissements thermaux sont considérés comme des établissements de santé, à ce titre, ils doivent prendre les mêmes précautions. Cependant, concernant les taux de légionelles, les établissements thermaux (ETh) doivent respecter des exigences plus strictes que les établissements de santé (ES). Soit une quantité de légionelle de : 250 UFC/L pour ES, contre 0 UFC/L pour ETh (seuil de détection).

### Hydraulique
Dans un établissement thermal, l'eau thermale est captée à partir de sources souterraines naturelles via des captages ou des forages. Une fois captée, elle est acheminée vers l'intérieur de l'établissement pour son traitement et sa distribution. Des points de prélèvements sont placés en différents endroits du réseau, permettant d'effectuer un suivi régulier de la qualité de l'eau. Des protections contre les pollutions par retour d'eau, telles que des clapets anti-retour, sont également mises en place.

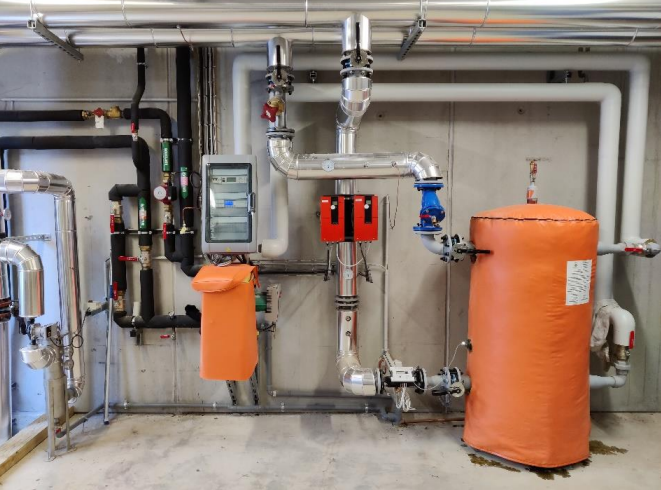
Chaufferie.

L'eau thermale est dirigée vers une chaufferie où elle est chauffée conformément aux réglementations en vigueur, en exploitant souvent les capacités géothermiques pour ce faire. Cette étape permet d'atteindre la température requise pour les diverses utilisations de l'eau thermale dans l'établissement. Après chauffage, l'eau est stockée puis distribuée vers les différents points d'usage (PU) à travers le réseau hydraulique de l'établissement. Des vannes d'arrêt sont installées sur le réseau, permettant la maintenance, la vérification et le changement d'équipement.
En plus du réseau principal d'eau thermale, plusieurs autres réseaux d'eaux sont présents dans un établissement thermal :
- Le réseau d'Eau Froide Sanitaire (EFS), alimenté en eau potable de ville, qui se subdivise en différentes parties selon les besoins spécifiques de l'établissement (EFS, ECS, Eau Adoucie). Ce réseau alimente les robinets destinés à la consommation humaine, les installations de blanchisserie, les fontaines à eau, etc.
- Le réseau d'eau chaude sanitaire (ECS), qui fournit de l'eau chaude pour la blanchisserie et d'autres équipements selon les besoins propres à chaque établissement thermal.
- L'eau chaude thermale destinée spécifiquement aux curistes, utilisée dans les bains thermaux et autres installations de soins.
- Le réseau d'eau thermale refroidie, qui permet de réguler la température de l'eau aux points d'usage afin de prévenir les risques de brûlures et de répondre aux préférences des curistes en matière de température.
- L'eau de chauffage, exploitant les capacités géothermiques pour chauffer le bâtiment et fournir un environnement confortable aux visiteurs et au personnel.

Pour garantir la sécurité sanitaire, notamment en prévenant le développement de bactéries pathogènes telles que les légionelles (Legionella pneumophila), les réseaux d'eau chaude destinée à la consommation humaine, y compris les réseaux d'eau chaude thermale, doivent être bouclés. Cela signifie que le réseau doit permettre une circulation permanente de l'eau entre la production d'eau chaude et la distribution, en aller-retour. Pour maintenir une pression d'eau adéquate et équilibrer les débits, des équipements tels que des vannes d'équilibrage et des surpresseurs sont utilisés. Les vannes d'équilibrage régulent le débit d'eau dans les différentes branches du réseau, tandis que les surpresseurs augmentent la pression d'eau dans les zones où elle est insuffisante.

#### Legionella pneumophila
Les légionelles sont des bactéries qui sont récurrentes dans les eaux chaudes comprises entre 25 et 50 °C, elles sont donc souvent présentes dans les établissements thermaux. Ainsi, on recense chaque année des dépassements de seuils réglementaires tel que celui d'Evaux-les-bains en 2023. Par conséquent, les normes exigées des établissements thermaux sont plus strictes que celles exigées des autres ERP (établissements recevant du public) parce qu'ils ne peuvent utiliser aucun traitement. par exemple Les établissements thermaux (ETh) doivent respecter des exigences plus strictes que les établissements de santé (ES). Soit une quantité de légionelle de 250 UFC/L pour ES, contre 0 UFC/L pour ETh (seuil de détection). L'eau minérale naturelle utilisée dans les établissements thermaux est considérée comme un médicament. Elle ne peut pas être traitée en utilisant des traitements (comme la désinfection, la filtration et d'autres).

## Perspectives et enjeux socio-économiques

### Impact environnemental lié à l'exploitation
Les établissements thermaux, bien que bénéfiques pour la santé et le bien-être, peuvent avoir un impact environnemental significatif. Les rejets d’eaux thermales dans les milieux naturels, notamment les cours d’eau, sont souvent contre-nature et non durables. Ces rejets peuvent perturber les écosystèmes aquatiques en raison de leur température élevée et de leur forte teneur en minéraux, menaçant ainsi la faune et la flore locales. Pour atténuer ces impacts, plusieurs solutions sont envisagées. Le refroidissement des eaux avant rejet permet de réduire les effets thermiques, tandis que le traitement des eaux pour éliminer les minéraux en excès minimise les perturbations chimiques. De plus, des pratiques de réutilisation et de recyclage des eaux thermales, ainsi que l'intégration de technologies écologiques comme la géothermie, sont mises en place pour promouvoir une gestion durable des ressources. Par exemple, les Thermes de Vals-les-Bains en France ont développé des systèmes de traitement et de refroidissement des rejets thermaux pour limiter leur impact environnemental. Des organismes comme l'Agence de l'environnement et de la maîtrise de l'énergie (ADEME) et l'Association française pour la recherche thermale (AFRETh) fournissent des recommandations et des études pour soutenir ces initiatives durables.
Un autre exemple notable de démarche écoresponsable dans ce secteur est celui des Grands thermes de Bagnères. En 2022, cet établissement a reçu le prix de l’innovation lors du Congrès national du Cneth (Conseil National des Établissements Thermaux) pour ses initiatives écoresponsables. Depuis 2014, Les Grands Thermes de Bagnères ont mis en place une série de mesures permettant de réduire leurs émissions de CO2 de 500 tonnes par an.
Il est, notamment, le premier établissement à recycler les boues thermales, ce qui lui permet d'en diviser par trois sa consommation. Ce système trie les boues réutilisables et les pasteurise à 72 °C pendant un processus de 8 heures, réduisant ainsi par cinq les rejets de boues. Cette méthode a permis un amortissement des travaux en seulement trois ans, démontrant la viabilité économique et écologique de cette approche.
Ces initiatives s'inscrivent dans une tendance plus large de responsabilité sociétale des entreprises (RSE), devenue de plus en plus importante dans la société actuelle. De nombreux autres établissements thermaux adoptent des pratiques similaires pour minimiser leur impact environnemental, comme l'utilisation de sources d'énergie renouvelable, l'amélioration de l'efficacité énergétique et la gestion durable de l'eau.
En conclusion, les démarches écoresponsables des établissements thermaux, illustrer par Les Grands Thermes de Bagnères, montrent que la réduction de l'impact environnemental dans ce secteur est non seulement possible, mais également bénéfique à la fois sur le plan écologique et économique.

### Enjeux socio-économiques
Les établissements thermaux jouent un rôle crucial dans les économies locales et régionales, tout en offrant des bénéfices significatifs pour la santé et le bien-être des individus. Leur impact socio-économique peut être analysé à travers plusieurs dimensions :

#### Développement économique local
Les établissements thermaux sont souvent situés dans les régions rurales ou de petites villes, où ils représentent une source majeure de revenus et d’emploi. Ils attirent des visiteurs qui dépensent de l’argent non seulement pour les services thermaux, mais aussi dans les hôtels, restaurants, commerces et autres services locaux. Cet afflux de visiteurs stimule l’économie locale et peut conduire à la création de nouvelles entreprises et à l’amélioration des infrastructures.
En 2022, la majorité des curistes séjournent dans des hébergements situés dans ou à proximité des stations thermales. Environ la moitié d'entre eux logent dans des meublés, et les deux tiers des hébergements sont situés directement dans la station. De plus, neuf visiteurs sur dix consomment localement, et 89 % d'entre eux mangent au moins une fois dans un restaurant local. Par ailleurs, 47 % des curistes pratiquent la randonnée, illustrant ainsi l'impact positif des établissements thermaux sur le tourisme et les activités de loisirs locaux.
Les dépenses des curistes dans les stations (hébergement, restauration, loisirs) sont évaluées à 1,2 milliard d'euros, soit 47 euros par jour pour les curistes et 51 euros pour les accompagnants. Enfin, 60 % des dépenses des entités thermales sont faites auprès de fournisseurs locaux, dont un tiers sur leur commune d’implantation.
En 2019 le coût des cures thermales s'est élevé à 320 millions d'euros (0,19 % des dépenses de l'assurance maladie).

#### Création d’emplois
Les stations thermales créaient des emplois directs et indirects. Les emplois directs incluent le personnel médical, thérapeutique, administratif et de maintenance. Les emplois indirects se trouvent dans les secteurs de l’hôtellerie, de la restauration, du transport et des loisirs, soutenus par l’activité thermale. En France, par exemple, les établissements thermaux créent environ 25 000 emplois à temps plein, directs et indirects. De plus, ces emplois sont souvent non délocalisables, offrant une stabilité économique aux communautés locales.

#### Impact sur la santé publique
Les établissements thermaux contribuent significativement à la santé publique en offrant des traitements pour diverses affections chroniques, telles que les maladies rhumatismales, respiratoires et dermatologiques. En améliorant la santé et le bien-être des individus, les thermes peuvent réduire les coûts de santé à long terme, diminuer les jours de congé maladie et augmenter la productivité des travailleurs. Les bénéfices en termes de santé mentale, grâce à la détente et au soulagement du stress, sont également notables.

#### Tourisme et attractivité régionale
Le thermalisme contribue à diversifier l’offre touristique et à allonger la saison touristique, attirant des visiteurs en dehors des périodes de vacances traditionnelles. Les régions thermales deviennent des destinations attractives non seulement pour les curistes, mais aussi pour les touristes intéressés par le bien-être, la nature et les activités de plein air. Cette attractivité accrue peut encourager des investissements supplémentaires dans les infrastructures touristiques et culturelles.

#### Préservation du patrimoine naturel et culturel
De nombreux établissements thermaux sont situés dans des zones de beauté naturelle et ont souvent une longue histoire culturelle. Le développement et l’exploitation durable des ressources thermales nécessitent une gestion attentive de l’environnement pour préserver ces atouts. Les stations thermales peuvent ainsi jouer un rôle dans la protection et la valorisation du patrimoine naturel et culturel, en sensibilisant les visiteurs à ces enjeux et en finançant des initiatives de conservation.

#### Innovation et recherche
Les établissements thermaux peuvent être des centres d’innovation en matière de soins de santé et de bien-être. Ils collaborent souvent avec des institutions de recherche pour développer de nouvelles thérapies et améliorer les traitements existants. Ces collaborations peuvent conduire à des avancées médicales et à une reconnaissance accrue du thermalisme comme approche thérapeutique validée scientifiquement.